# Bill Houlder
William K. "Bill" Houlder, född 11 mars 1967, är en kanadensisk före detta professionell ishockeyback som tillbringade 16 säsonger i den nordamerikanska ishockeyligan National Hockey League (NHL), där han spelade för Washington Capitals, Buffalo Sabres, Mighty Ducks of Anaheim, St. Louis Blues, Tampa Bay Lightning, San Jose Sharks och Nashville Predators. Han producerade 250 poäng (59 mål och 191 assists) samt drog på sig 412 utvisningsminuter på 846 grundspelsmatcher.
Houlder spelade också för Baltimore Skipjacks och Rochester Americans i American Hockey League (AHL); Fort Wayne Komets och San Diego Gulls i International Hockey League (IHL) samt North Bay Centennials i Ontario Hockey League (OHL).
Sedan 2017 är han assisterande tränare till juniorishockeylaget North Bay Battalion i OHL.

## Statistik
| 1983–1984  | Thunder Bay Beavers     | TBJHL      | 23  | 4  | 18  | 22  | 37  | —  | —  | —  | —  | —  |
| 1984–1985  | North Bay Centennials   | OHL        | 66  | 4  | 20  | 24  | 37  | 8  | 0  | 0  | 0  | 2  |
| 1985–1986  | North Bay Centennials   | OHL        | 59  | 5  | 30  | 35  | 97  | 10 | 1  | 6  | 7  | 12 |
| 1986–1987  | North Bay Centennials   | OHL        | 62  | 17 | 51  | 68  | 68  | 22 | 4  | 19 | 23 | 20 |
| 1987–1988  | Washington Capitals     | NHL        | 30  | 1  | 2   | 3   | 10  | —  | —  | —  | —  | —  |
|            | Fort Wayne Komets       | IHL        | 43  | 10 | 14  | 24  | 32  | —  | —  | —  | —  | —  |
| 1988–1989  | Washington Capitals     | NHL        | 8   | 0  | 3   | 3   | 4   | —  | —  | —  | —  | —  |
|            | Baltimore Skipjacks     | AHL        | 65  | 10 | 36  | 46  | 50  | —  | —  | —  | —  | —  |
| 1989–1990  | Washington Capitals     | NHL        | 41  | 1  | 11  | 12  | 28  | —  | —  | —  | —  | —  |
|            | Baltimore Skipjacks     | AHL        | 26  | 3  | 7   | 10  | 12  | 7  | 0  | 2  | 2  | 2  |
| 1990–1991  | Buffalo Sabres          | NHL        | 7   | 0  | 2   | 2   | 4   | —  | —  | —  | —  | —  |
|            | Rochester Americans     | AHL        | 69  | 13 | 53  | 66  | 28  | 15 | 5  | 13 | 18 | 4  |
| 1991–1992  | Buffalo Sabres          | NHL        | 10  | 1  | 0   | 1   | 8   | —  | —  | —  | —  | —  |
|            | Rochester Americans     | AHL        | 42  | 8  | 26  | 34  | 16  | 16 | 5  | 6  | 11 | 4  |
| 1992–1993  | Buffalo Sabres          | NHL        | 15  | 3  | 5   | 8   | 6   | 8  | 0  | 2  | 2  | 4  |
|            | San Diego Gulls         | IHL        | 64  | 24 | 48  | 72  | 39  | —  | —  | —  | —  | —  |
| 1993–1994  | Mighty Ducks of Anaheim | NHL        | 80  | 14 | 25  | 39  | 40  | —  | —  | —  | —  | —  |
| 1994–1995  | St. Louis Blues         | NHL        | 41  | 5  | 13  | 18  | 20  | 4  | 1  | 1  | 2  | 0  |
| 1995–1996  | Tampa Bay Lightning     | NHL        | 61  | 5  | 23  | 28  | 22  | 6  | 0  | 1  | 1  | 4  |
| 1996–1997  | Tampa Bay Lightning     | NHL        | 79  | 4  | 21  | 25  | 30  | —  | —  | —  | —  | —  |
| 1997–1998  | San Jose Sharks         | NHL        | 82  | 7  | 25  | 32  | 48  | 6  | 1  | 2  | 3  | 2  |
| 1998–1999  | San Jose Sharks         | NHL        | 76  | 9  | 23  | 32  | 40  | 6  | 3  | 0  | 3  | 4  |
| 1999–2000  | Tampa Bay Lightning     | NHL        | 14  | 1  | 2   | 3   | 2   | —  | —  | —  | —  | —  |
|            | Nashville Predators     | NHL        | 57  | 2  | 12  | 14  | 24  | —  | —  | —  | —  | —  |
| 2000–2001  | Nashville Predators     | NHL        | 81  | 4  | 12  | 16  | 40  | —  | —  | —  | —  | —  |
| 2001–2002  | Nashville Predators     | NHL        | 82  | 0  | 8   | 8   | 40  | —  | —  | —  | —  | —  |
| 2002–2003  | Nashville Predators     | NHL        | 82  | 2  | 4   | 6   | 46  | —  | —  | —  | —  | —  |
| NHL totalt | NHL totalt              | NHL totalt | 846 | 59 | 191 | 250 | 412 | 30 | 5  | 6  | 11 | 14 |
| AHL totalt | AHL totalt              | AHL totalt | 202 | 34 | 122 | 156 | 106 | 38 | 10 | 21 | 31 | 10 |
| IHL totalt | IHL totalt              | IHL totalt | 107 | 34 | 62  | 96  | 71  | —  | —  | —  | —  | —  |
| OHL totalt | OHL totalt              | OHL totalt | 187 | 26 | 101 | 127 | 202 | 40 | 5  | 25 | 30 | 34 |